# Евангелическая церковь Аугсбургского вероисповедания в Польше
Евангелическая церковь Аугсбургского вероисповедания в Польше (пол. Kościół Ewangelicko-Augsburski w Rzeczypospolitej Polskiej) — евангелическо-лютеранская церковь в Польше с центром в Варшаве. Церковь насчитывает 61,217 членов и 133 приходов. Церковь была основана в 1945 году как преемница предыдущих евангелическо-лютеранских церквей в Польше.
Название церкви отсылает к Аугсбургскому исповеданию, написанному Филиппом Меланхтоном для Аугсбургского рейхстага 1530 году, которое вместе с Апологией аугсбургского исповедания формулирует основу евангелическо-лютеранской доктрины.
По данным переписи населения Польши 2021 года, численность лютеран составляет 65,407 человек, что составляет около 0,17% от общей численности населения.

## Церковная структура
Евангелическая Аугсбургская церковь в Польше сегодня насчитывает 61,217 членов, большинство из которых проживает в Тешинской Силезии. 149 священнослужителей окормляют 133 прихода, которые сгруппированы в шесть диоцезов.
Главой церкви является епископ, который также занимает пост президента Консистории. Действующим главой является Ежи Самец. Епископская кафедра располагается в Варшаве. Церковь Святой Троицы (польск. Kościół Św. Trójcy) является главной и епископальной церковью.

### Епископы
Термин «епископ» был введен в церкви только в 1938 году. До этого момента официальным титулом был генеральный суперинтендант, а «епископ» был лишь почетным титулом.

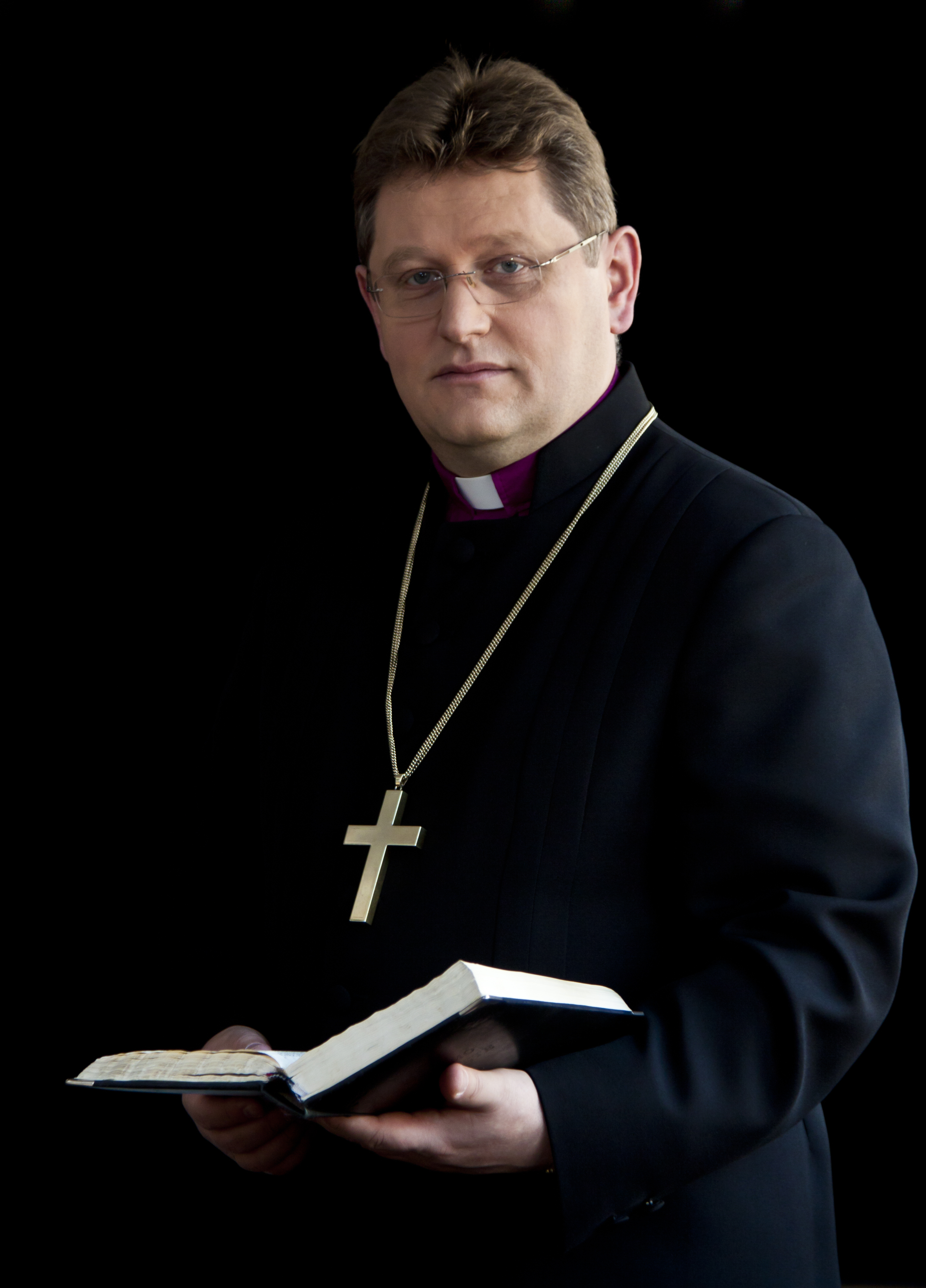
Епископ Ежи Самец

- 1849 — 1874: Адольф Теодор Юлиус Людвиг
- 1875 — 1895: Павел Вальдемар фон Эверт
- 1895 — 1904: Карл Густав Манитиус
- 1904 — 1942: Юлий Бурше
- 1945 — 1951: Ян Шеруда
- 1951 — 1959: Кароль Котуля
- 1959 — 1975: Анджей Вантула
- 1975 — 1991: Януш Нажиньский
- 1991 — 2001: Ян Шарек
- 2001 — 2010: Януш Ягуцкий
- 2010: Ежи Самец

### Синод
Синод, срок полномочий которого составляет пять лет, решает все важнейшие дела церкви, ставит цели и контролирует ортодоксию. Синод является источником всех законов и постановлений церкви, регулирующих деятельность на приходском, на уровне диоцезов и церкви в целом.
Председатели Синода:
1. 1950 — 1952: Кароль Котула
2. 1952 — 1957: Зигмунт Михелис
3. 1957 — 1965: Вольдемар Гастпари
4. 1965 — 1975: Анджей Вантула
5. 1975 — 1991: Януш Нажиньский
6. 1991 — 1992: Ян Шарек
7. 1992 — 1995: Манфред Углорц
8. 1995 — 1998: Анджей Гауптман
9. 1998 — 2002: Тадеуш Шурман
10. 2002 — 2007: Ян Гросс
11. 2007 — 2009: Ежи Самец
12. 2009 — 2012: Вальдемар Питель
13. 2012 — 2017: Гжегож Гиемза
14. 2017: Адам Малина

### Консистория
Консистория осуществляет высшую административную и распорядительную власть. Штаб-квартира находится в Варшаве. Председателем консистории является председательствующий епископ, а заместителем председателя в настоящее время является Адам Пастуча.

### Диоцезы

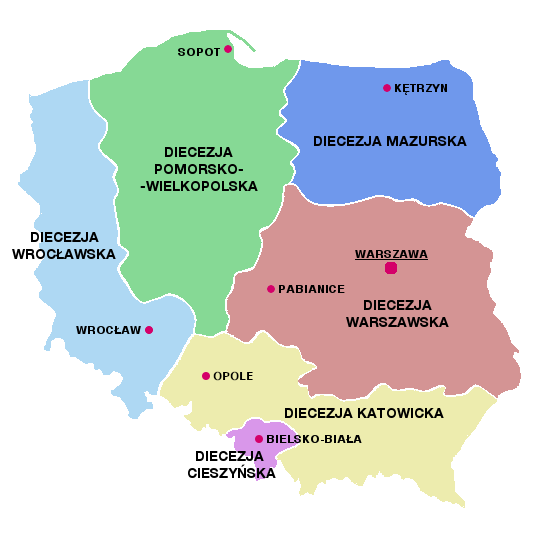
Административная карта, показывающая диоцезы церкви

Территориально и административно Евангелическая церковь Аугсбургского вероисповедания в Польше разделена на шесть диоцезов. Каждый диоцез представляет собственный синод с епископом и советом.  Архиерей диоцеза является главой всего духовенства, действующего в диоцеза.
Существуют следующие диоцезы:
- Вроцлавский диоцез
- Катовицкий диоцез
- Мазурский диоцез
- Поморско-Великопольский диоцез
- Цешинский диоцез
- Варшавский диоцез

### Приходы
Основной административной единицей Евангелической церкви Аугсбургского вероисповедания в Польше является приход. Духовными лидерами общин являются пасторы. 

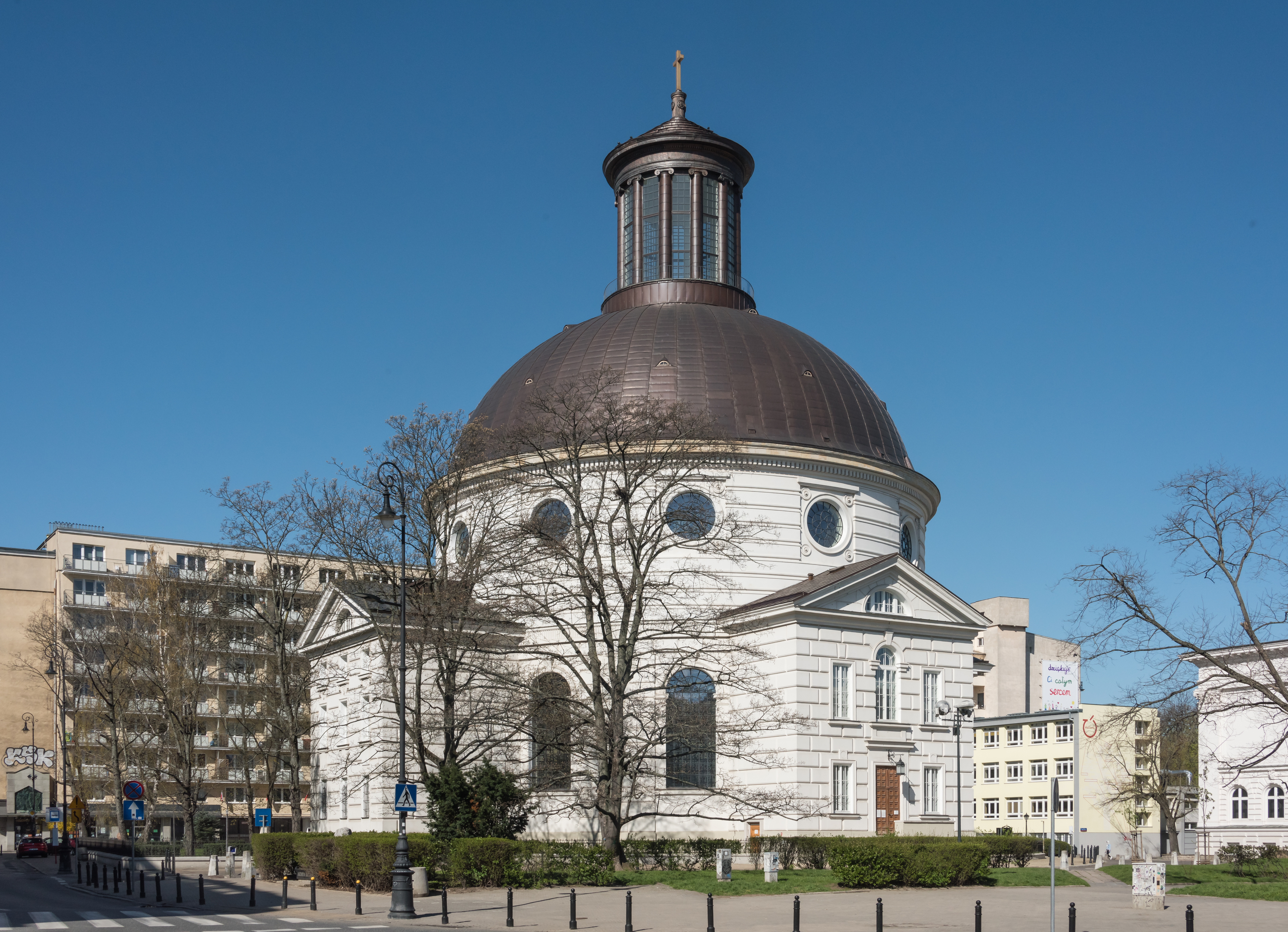
Церковь Святой Троицы в Варшаве

Большинство лютеранских общин находятся в Тешинской Силезии. Там проживает около половины членов церкви. Есть небольшие общины в Верхней Силезии и в Варминьско-Мазурском воеводстве. Остальные общины расположены в крупных городах.
Евангелические польскоязычные общины, принадлежащие Евангелической Аугсбургской церкви в Польше, существуют и за рубежом. Церковные службы на польском языке регулярно проводятся в Англии, Германии, Канаде, Ирландии и в Нидерландах.

### Женское священство

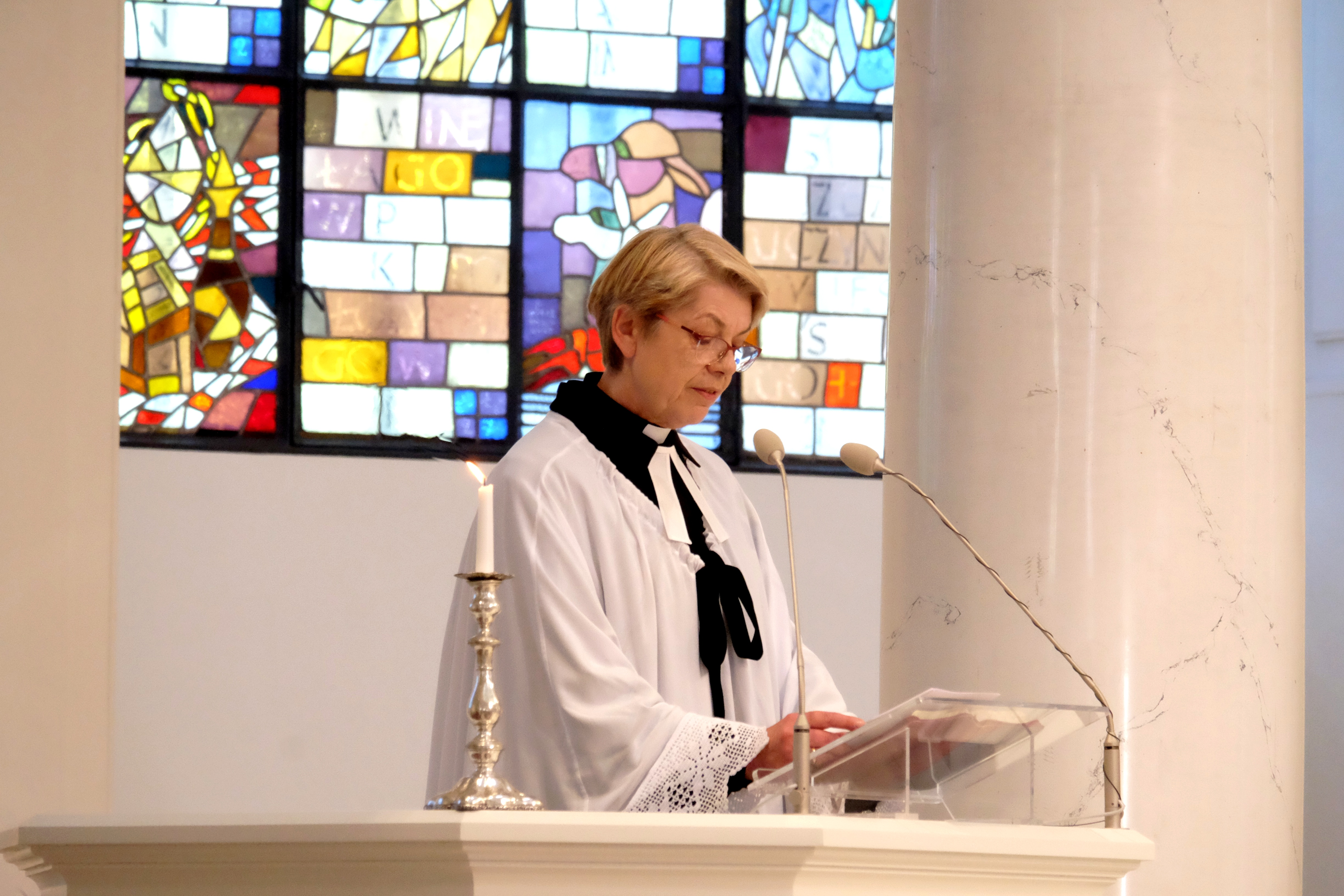
Новорукоположенная пастор Галина Радач во время проповоди в церкви Святой Троицы в Варшаве 7 мая 2022 года

В октябре 2021 года синод церкви разрешил ординацию женщин в пасторы.